# List Judy
List Judy [Jud] – jeden z listów powszechnych Nowego Testamentu. Tradycyjnie przyjmuje się, że jego autorem jest apostoł Juda Tadeusz lub Juda, brat apostoła Jakuba Mniejszego, krewny Jezusa. Adresatem listu były wspólnoty judeochrześcijańskie pierwotnego Kościoła. Został napisany w latach 80. lub 90. I wieku. Ma zaledwie 25 wersetów i jest jednym z najkrótszych pism Nowego Testamentu.

## Autorstwo

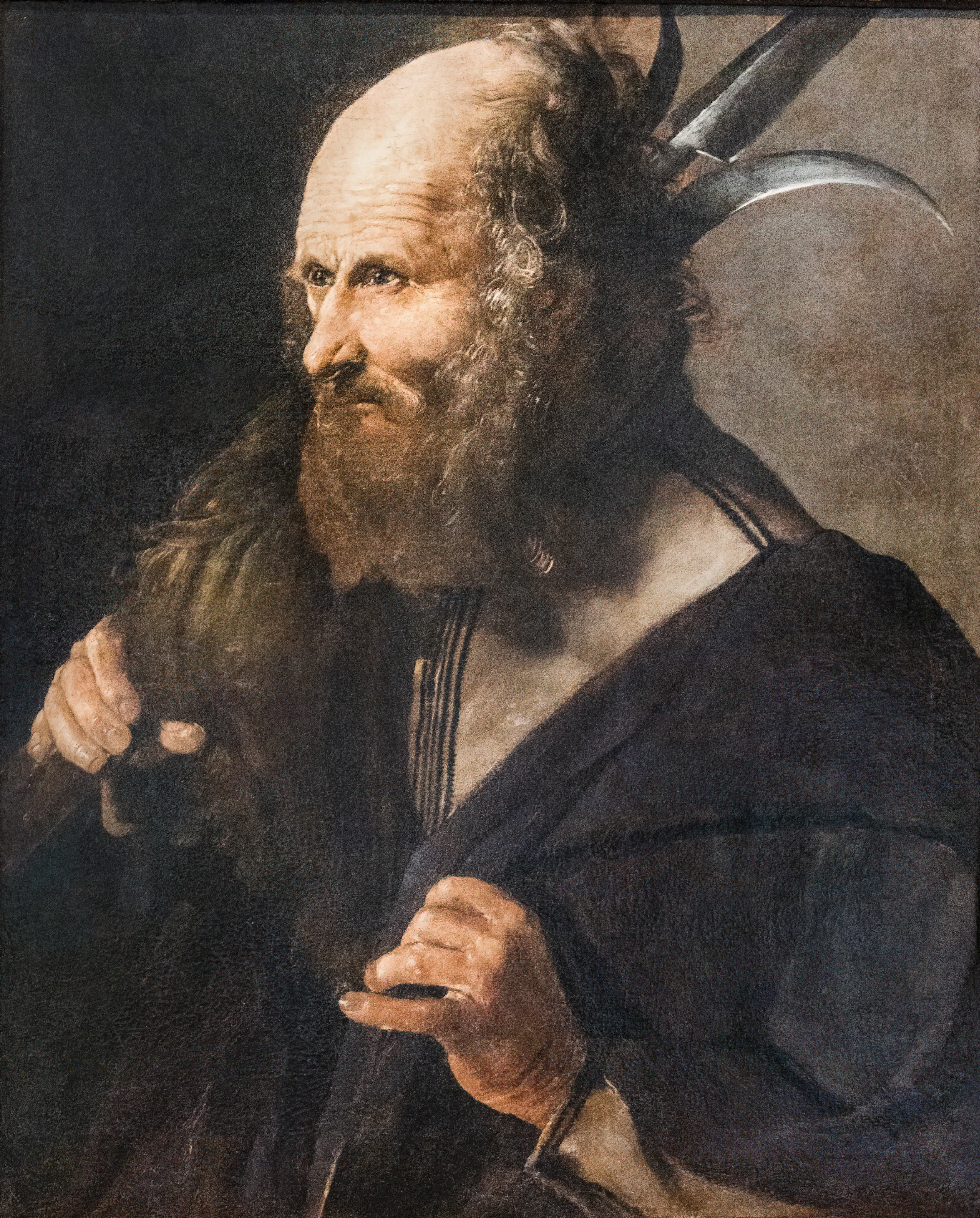
Juda Tadeusz Apostoł uznawany tradycyjnie za autora listu, przedstawiony na obrazie Georges'a de la Toura z I poł. XVII w.

Według pierwszych słów listu jego autorem jest „Juda... brat... Jakuba” (werset 1), przypuszczalnie „brata Pańskiego” (Ga 1,19) i przywódcy Kościoła jerozolimskiego (Dz 15,13-21).
Część tradycji chrześcijańskiej utożsamia autora z Judą Tadeuszem (Łk 6,16; BT), jednym z dwunastu apostołów. Jednak sam autor nie nazywa siebie apostołem, a w wersecie 17. wydaje się odróżniać od innych apostołów. Dlatego częściej przyjmuje się, że chodzi o Judę wymienionego wraz z Jakubem w Ewangelii według Marka (Mk 6,3; BT) oraz według Mateusza (Mt 13,55; BT), gdzie zostali nazwani „braćmi Pana”.
Współcześni bibliści jak np. Jerome H. Neyrey sądzą jednak, że utwór został napisany pod pseudonimem – nie przez samego Judę, a raczej przez jego uczniów – z kilku powodów:
1. późnego powstania (werset 17 opowiada o „apostołach Pana naszego” w taki sposób, jakby należeli oni do odległej przeszłości);
2. pewnego sformalizowania „wiary raz tylko przekazanej świętym” (w. 3), co jest cechą charakterystyczną utworów „wczesnokatolickich”;
3. doskonałej greki, którą raczej nie mogli się posługiwać żydowscy naśladowcy Jezusa;
4. zwyczaju późniejszego Kościoła, polegającego na uwiarygodnianiu nauczania za pomocą przypisania go jakiejś wybitnej postaci historii wczesnego Kościoła.

Autorstwo Judy zakwestionował już Marcin Luter, bo według uznawanej przez niego tradycji Juda miał działać na terenie Persji i nie mógł pisać piękną greką.

## Czas i miejsce powstania
Żaden element listu nie pozwala na jego dokładne datowanie, ale można go datować na podstawie kryteriów zewnętrznych. Przy ustalaniu daty jego powstania wykorzystywany jest fakt cytowania fragmentów Listu Judy przez 2. List św. Piotra.
Tradycyjne ujęcie, przyjmujące autorstwo Judy, datuje powstanie listu na lata 64–66. Seweryn Kowalski we wstępie do swojego przekładu księgi jako daty graniczne uznał:
- rok śmierci Jakuba – 62, kiedy to, jego zdaniem, kościół w Palestynie wolny był od herezji, które piętnuje list,
- rok 67, kiedy według tradycji zginął św. Piotr; tak więc list nie mógł powstać później[2].

Współczesne ujęcie, przy założeniu datowania 2. Listu św. Piotra na około 100 r., wyznacza datę powstania Listu Judy na lata 80. lub 90. lub jeszcze późniejsze.
Miejsce powstania listu pozostaje nieznane i nie wysuwa się co do niego hipotez.

## Przyczyna powstania listu
Autor listu podkreśla obecność we wspólnocie wierzących szyderców (w. 18) – ludzi podważających podstawowe elementy nauki chrześcijańskiej, np. autorytet Boga (w. 4), których fałszywe nauczanie prowadzi do niemoralności. Bibliści zwracają jednak uwagę, że opis odstępców przedstawiony przez Judę jest zbyt ogólny, by na jego podstawie można było zrekonstruować głoszoną przez nich herezję. Jeśli zaś idzie o bezpośrednią przyczynę powstania listu, autor wskazuje na wypełnienie się dawnej przepowiedni o fałszywych nauczycielach (w. 17–18) – obranej w celu uwypuklenia sytuacji, którą Juda uważał za kryzysową.
Pismo Judy nie było skierowane do konkretnej wspólnoty, lecz do wszystkich kościołów (jest zatem listem powszechnym) – prawdopodobnie też nie opisuje w nim konkretnej herezji, która pojawiła się w jednym z kościołów lokalnych, lecz wyczula wszystkie kościoły na opisany problem. Żaden z elementów Listu Judy nie pozwala na precyzyjne ustalenie daty jego powstania, wolno zatem przyjąć, że jest to napisany pod pseudonimem utwór, wyrażający ogólne zatroskanie pojawieniem się odstępczych poglądów w Kościele u schyłku I w. po Chrystusie.

## Plan księgi
Zgodnie z konwencją epistolarną List Judy ma następujący plan (w nawiasach numery wersetów):
1. Wstęp do listu (1–2)
2. Bezpośredni powód powstania listu (3–4)
3. Ostrzeżenia przed sądem (5–15)
  1. Sąd Boży w przeszłości (5–7)
  2. Oznajmienie sądu Bożego (8–10)
  3. Przykłady sądu (11–13)
  4. Zapowiedź sądu (14–15)
4. Grzesznicy i święci (16–23)
  1. Cechy grzeszników (16–19)
  2. Charakterystyka świętych (20–23)
5. Zakończenie listu: doksologia (24–25)

## Treść
Celem listu jest ostrzeżenie adresatów przed „jakimiś ludźmi”, „szydercami” siejącymi zgorszenie, oraz zachęta do „walki o wiarę raz tylko przekazaną świętym” (w. 3). Autor poleca też, aby wierni byli pełni wiary i miłości, modlili się i oczekiwali „miłosierdzia Pana naszego, Jezusa Chrystusa, które wiedzie ku życiu wiecznemu” (w. 3).
Głoszona przez szyderców nauka stanowi według autora listu poważne niebezpieczeństwo dla wiary, ponieważ kwestionuje absolutny charakter Chrystusowego panowania (w. 3–4) oraz jest zbyt pobłażliwa wobec laksyzmu, który prowadzi do nadużyć seksualnych (w. 8 i 12). Głoszona przez fałszywych proroków doktryna byłaby więc osobliwą mieszaniną mistycyzmu i rozwiązłości.
List jest pisany twardym i surowym stylem, przypominającym nieco wypowiedzi starotestamentowych proroków.

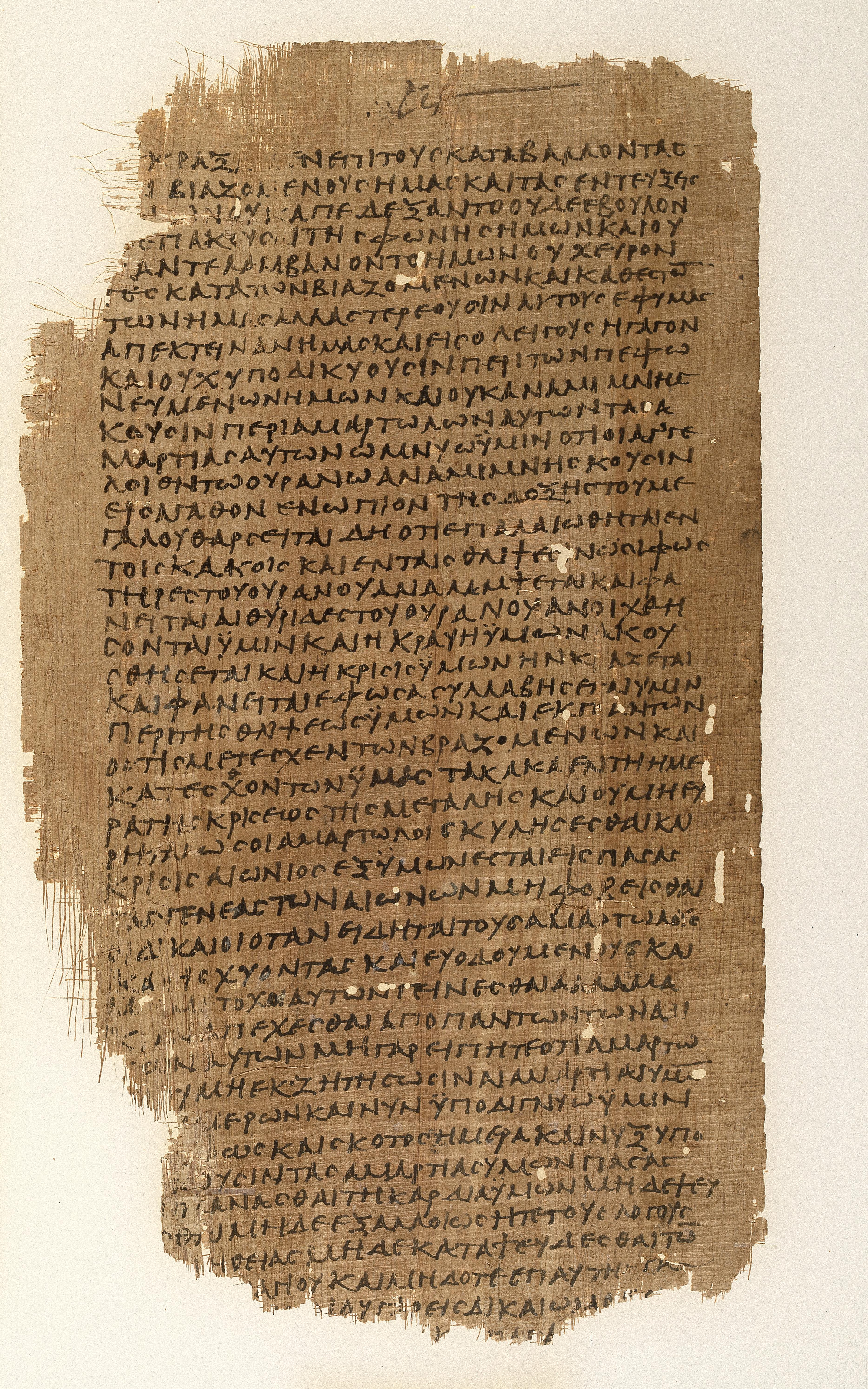
Chester Beatty XII, grecki rękopis Księgi Henocha, z tekstem cytowanym przez List Judy

## Związki z innymi księgami
Autor Listu Judy przejawia bardzo dobrą znajomość różnorodnych źródeł: zarówno dokumentów, jak i szeroko rozpowszechnionych poglądów i tradycyjnych sformułowań. W wersecie 9 nawiązuje do sporu Michała Archanioła z diabłem o ciało Mojżesza, opisanego w apokryfie Wniebowzięcie Mojżesza, a w wersetach 14–15 dosłownie cytuje 1 Henocha 1, 9. Juda czerpie przykłady z Księgi Rodzaju (w. 5–7) i wykazuje się znajomością myśli żydowskiej (w. 11).
Wersety 4–16 są niemal dosłownie cytowane w 2. rozdziale 2. Listu św. Piotra.

## Kanoniczność
List Judy pierwotnie nie był włączany do kanonu Nowego Testamentu, m.in. z powodu cytowania pism apokryficznych. W pierwszych wiekach wzbudzał pewne kontrowersje, co rodziło wątpliwości w kwestii jego kanoniczności. Nie był to jednak jedyny powód, bo aż do IV wieku kwestionowano kanoniczność wszystkich czterech krótkich listów powszechnych (2 Pt, 2 J, 3 J i Jd). Powodem wątpliwości mogła więc być również krótkość listu. 
Jest on jednak podany jako natchniony w Kanonie Muratoriego, najstarszym, datowanym na 180 rok spisie ksiąg Nowego Testamentu. Jego kanoniczność potwierdzał również Tertulian, a do listu nawiązywali Klemens Rzymski oraz Klemens Aleksandryjski. Orygenes pisał o nim jako o piśmie kanonicznym, choć wspominał o zastrzeżeniach dotyczących cytowania apokryfów. Euzebiusz z Cezarei, choć uznawał kanoniczność listu, zaliczał go do ksiąg kwestionowanych (antilegomena).
Marcin Luter początkowo uważał List Judy za „mniej kanoniczny”, twierdził, że „nie trzeba go zaliczać do głównych ksiąg, które powinny kłaść podstawy wiary”, jakkolwiek nigdy go nie wyrzucił z kanonu. Obecnie Kościoły protestanckie uznają go za integralną część Nowego Testamentu.
Kościół katolicki w 1546 roku, podczas soboru trydenckiego, potwierdził kanoniczność 27 ksiąg Nowego Testamentu, w tym Listu Judy. Kościoły prawosławne również uznają kanoniczność listu.